# Gordel van Orion
De Gordel van Orion is een asterisme in het sterrenbeeld Orion, bestaande uit Alnitak, Alnilam en Mintaka.

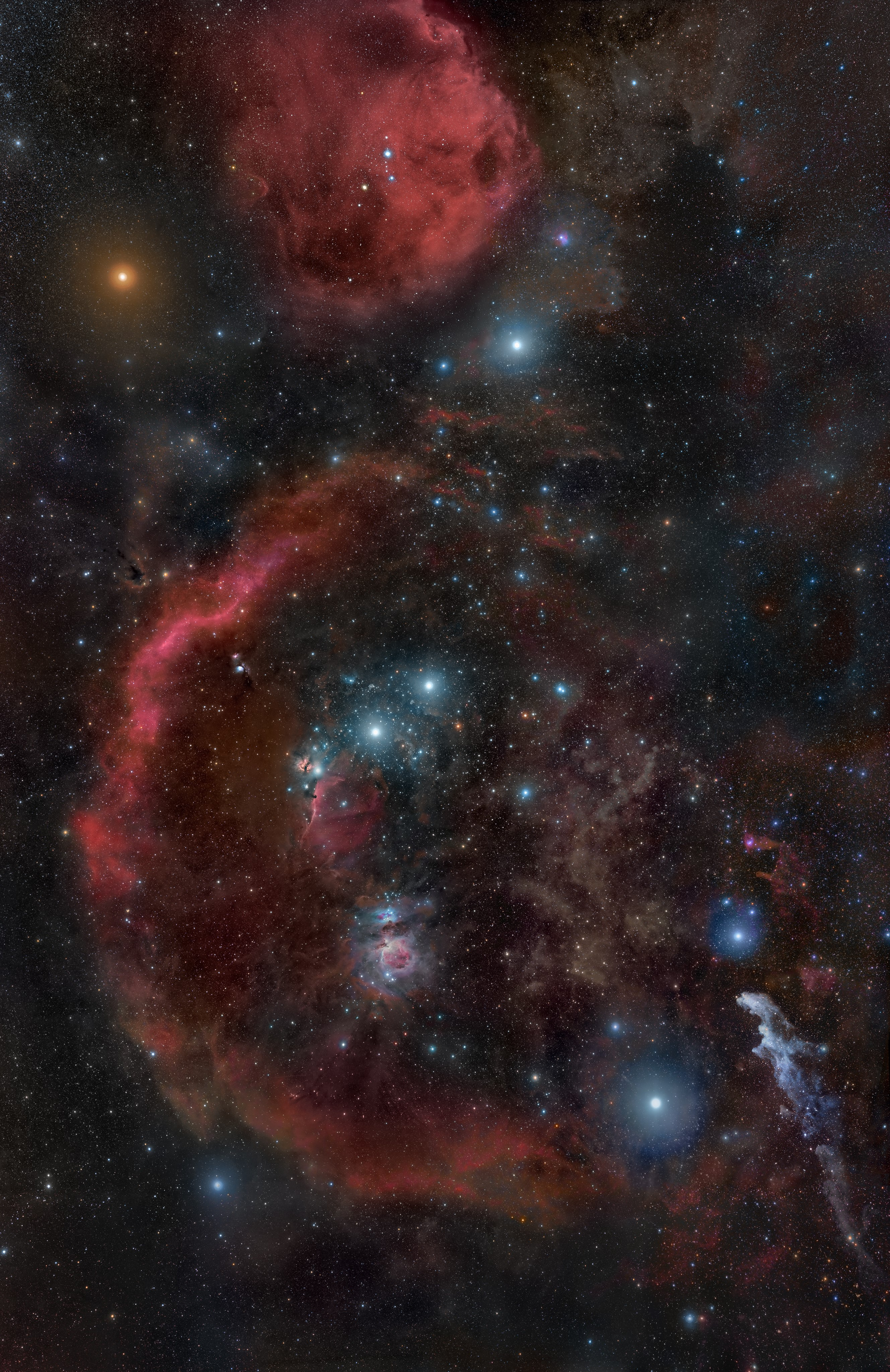
De Gordel van Orion (drie sterren in het midden) in Orion.

## Alnitak
Alnitak (zeta Orionis) is een drievoudig systeem aan de linkerkant van de Gordel van Orion. De primaire component (Alnitak A) is zelf een nauwe dubbelster, bestaande uit Alnitak Aa en Alnitak Ab. De massa van Aa wordt geschat op maximaal 28 keer die van de zon, met een diameter van 16.220.000 km. Het is de helderste ster van klasse O aan de nachtelijke hemel. Alnitak B is de derde component van het systeem. Deze heeft een omlooptijd van 1500 jaar.

## Alnilam
Alnilam (epsilon Orionis) is de middelste ster in de Gordel.

## Mintaka
Mintaka (delta Orionis) is de meest rechtse ster van de gordel.